# Тополь белый
То́поль бе́лый, или Тополь серебри́стый(лат. Pópulus álba) — вид лиственных деревьев из рода Тополь (Populus) семейства Ивовые (Salicaceae), типовой вид рода.

## Ботаническое описание
Дерево при благоприятных условиях высотой до 30—40 м и диаметром ствола до 2 м. Крона широкая, шатровидная, начинается низко от земли, при одиночном развитии.
Мощная корневая система выходит за проекцию кроны, состоит как из глубокозалегающих, так и из поверхностных корней, которые дают обильные корневые отпрыски, часто на значительном расстоянии от материнского дерева.
Кора ствола и крупных ветвей серо-зелёная, гладкая; молодых побегов бело-войлочная; в старости кора тёмно-серая или чёрная, с глубокими трещинами.

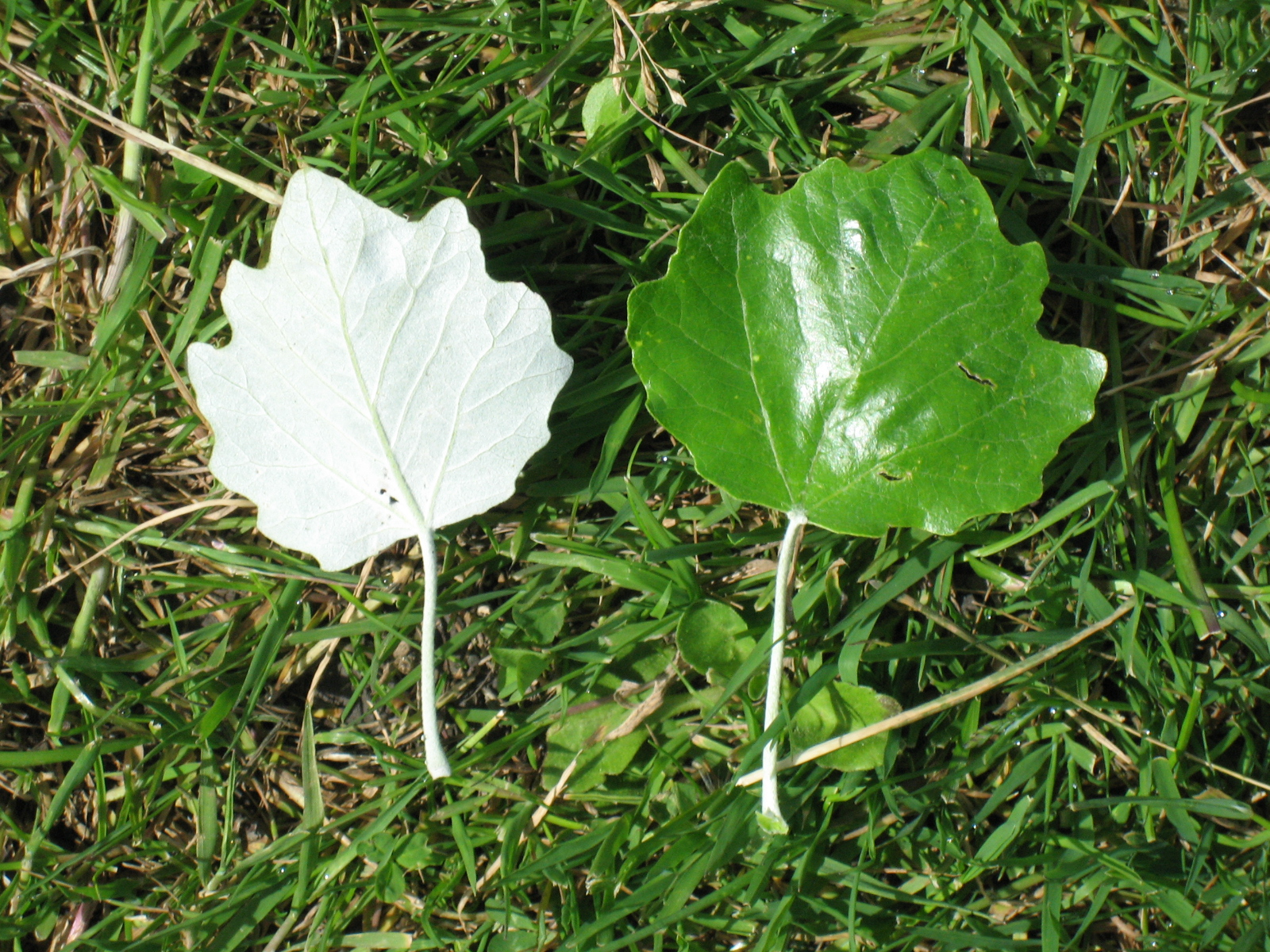
Лист тополя белого

Почки мелкие до 0,5 см длины, яйцевидные, блестящие, не клейкие. Листья яйцевидно-округлые или яйцевидно-треугольные, плотные; сверху тёмно-зелёные, блестящие, серебристые; снизу опушённые, бело-войлочные. Листья на длинных побегах 3—5-пальчато-лопастные, 4—12 см длины, 2,5—10 см ширины; на коротких побегах — округлые, лопастные или 3—5-угольные. Черешки цилиндрические, опушённые, часто в 2—3 раза короче листовой пластинки. Осенью большая часть листьев опадает зелёными, меньшая — окрашивается в лимонно-жёлтый цвет.
Тычиночные серёжки толстые, длиной 3—7 см; прицветники красновато-буроватые, голые, тычинок восемь—десять. Пестичные серёжки длиной 10—12 см; рыльца желтоватые или беловатые.
Плод — коробочка размером около 5 мм, голая, двух-створчатая.
Растёт быстро, к 30—40 годам достигает высоты в 20—25 м и диаметра ствола до 0,5 м.

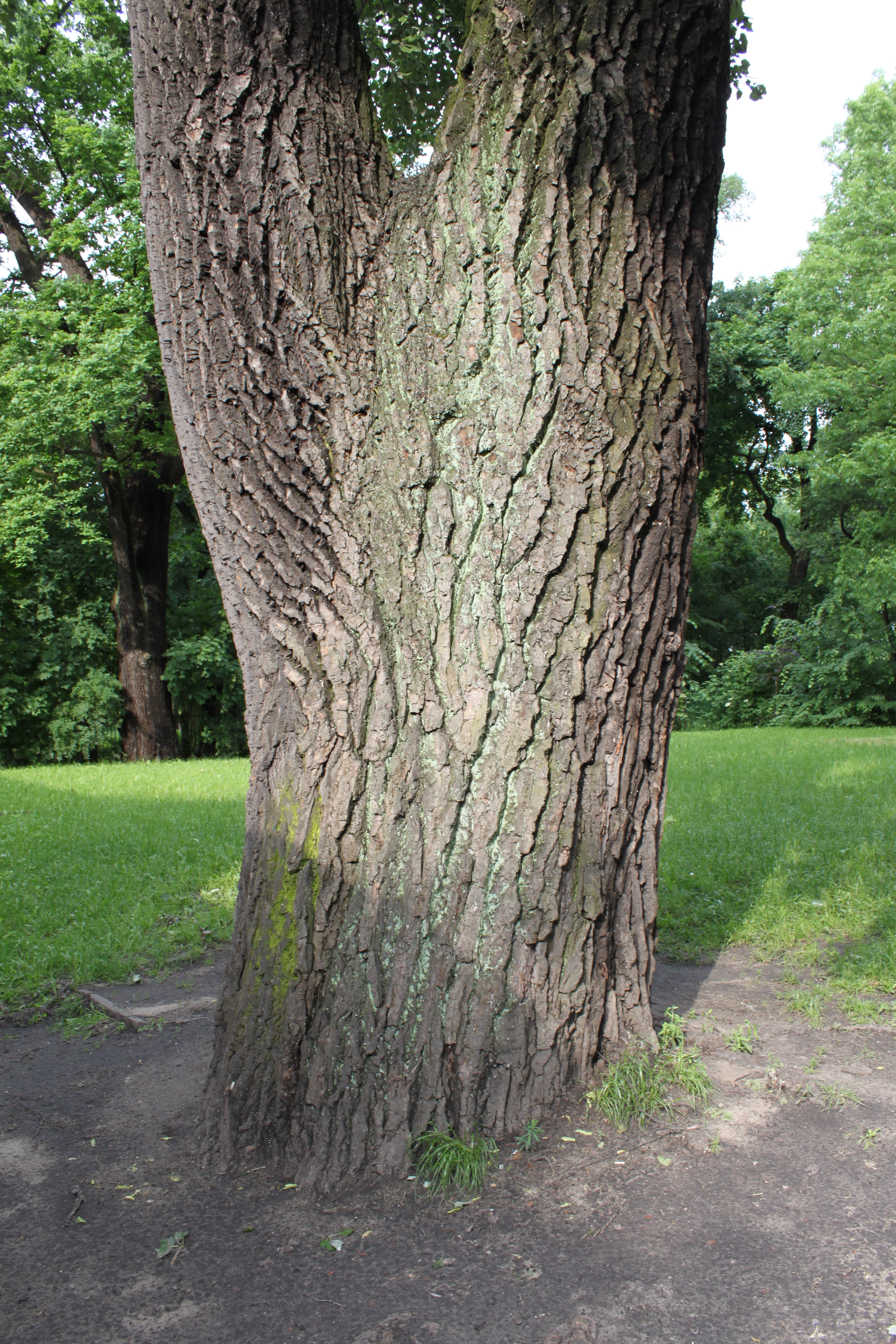
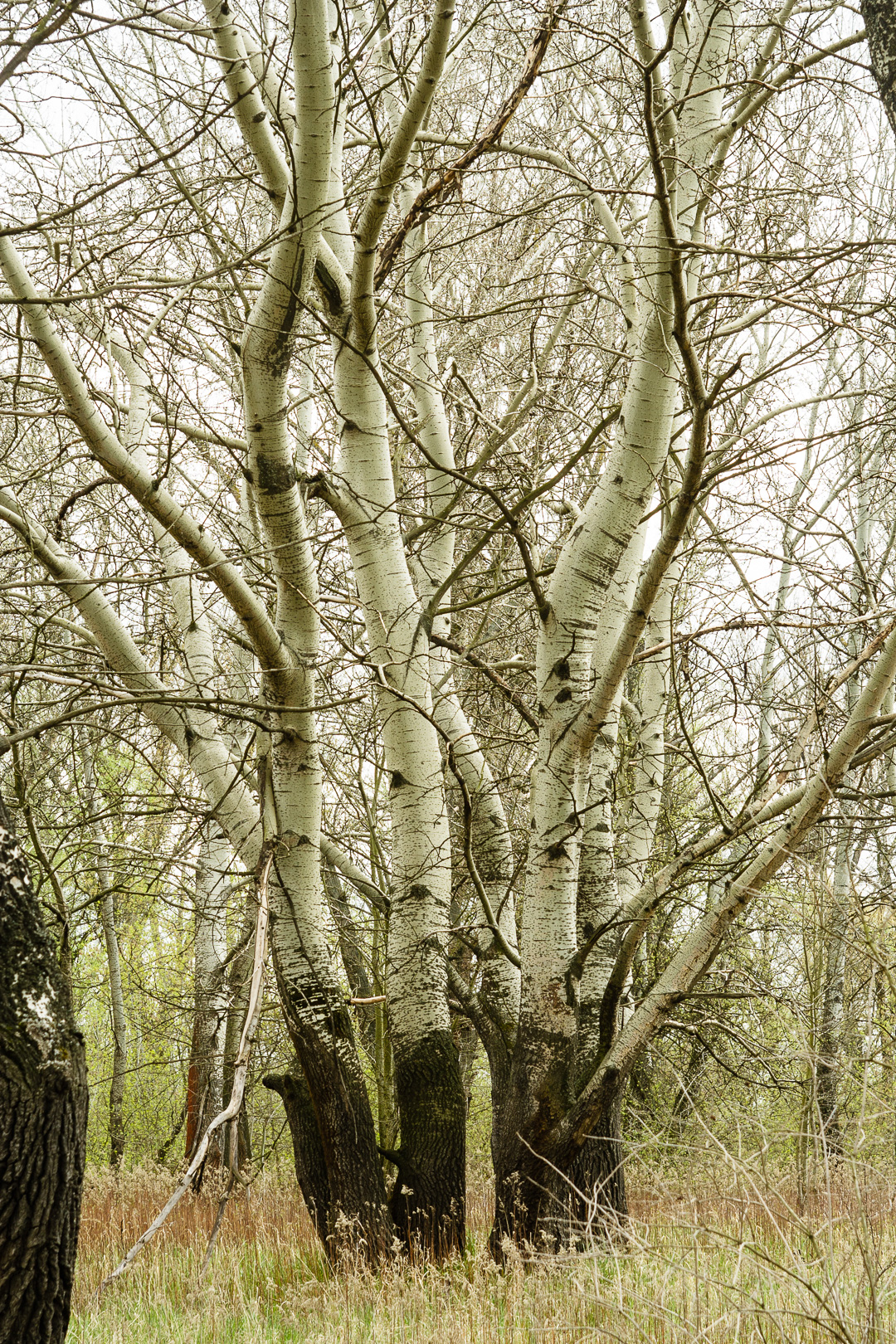
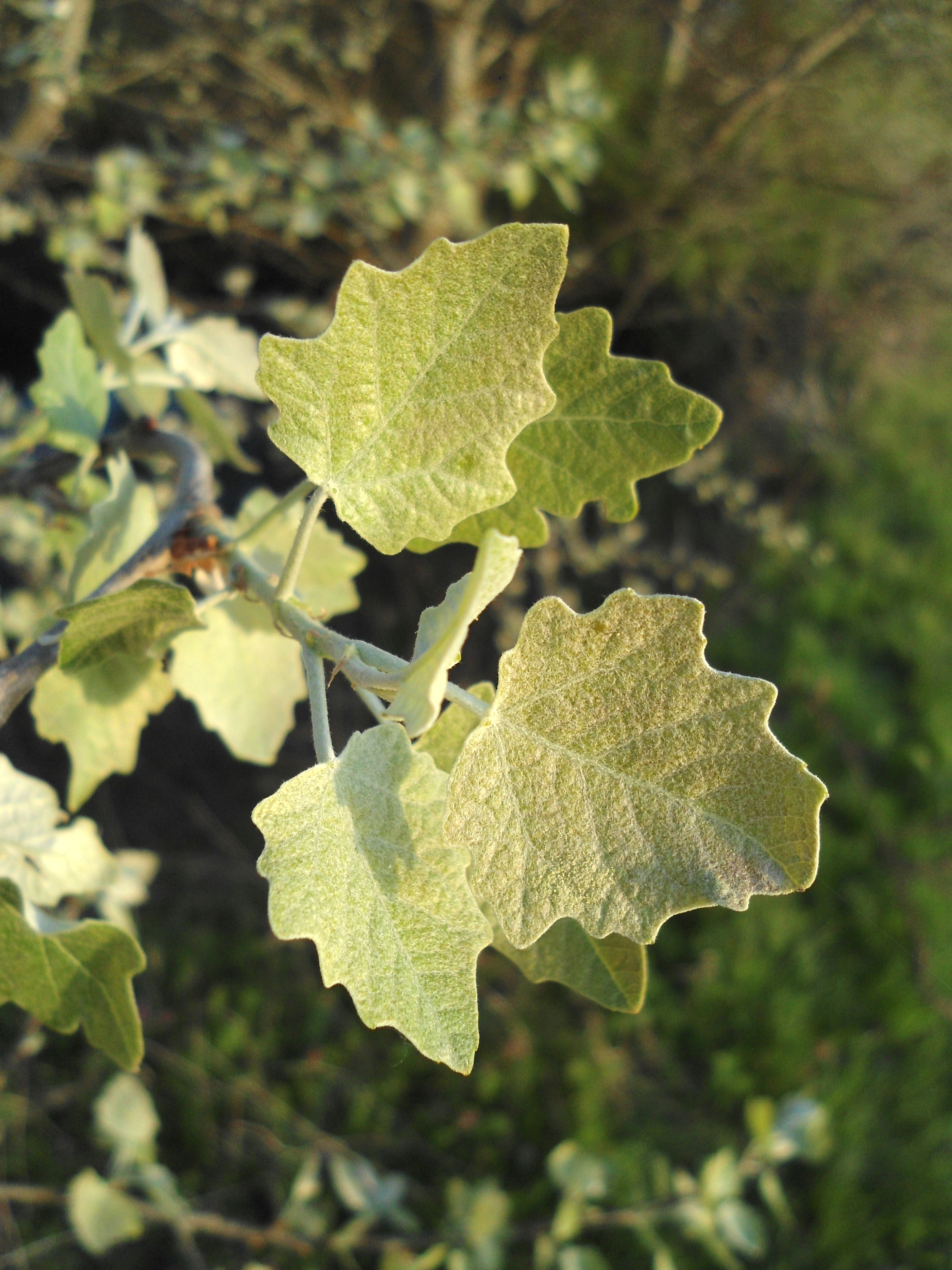
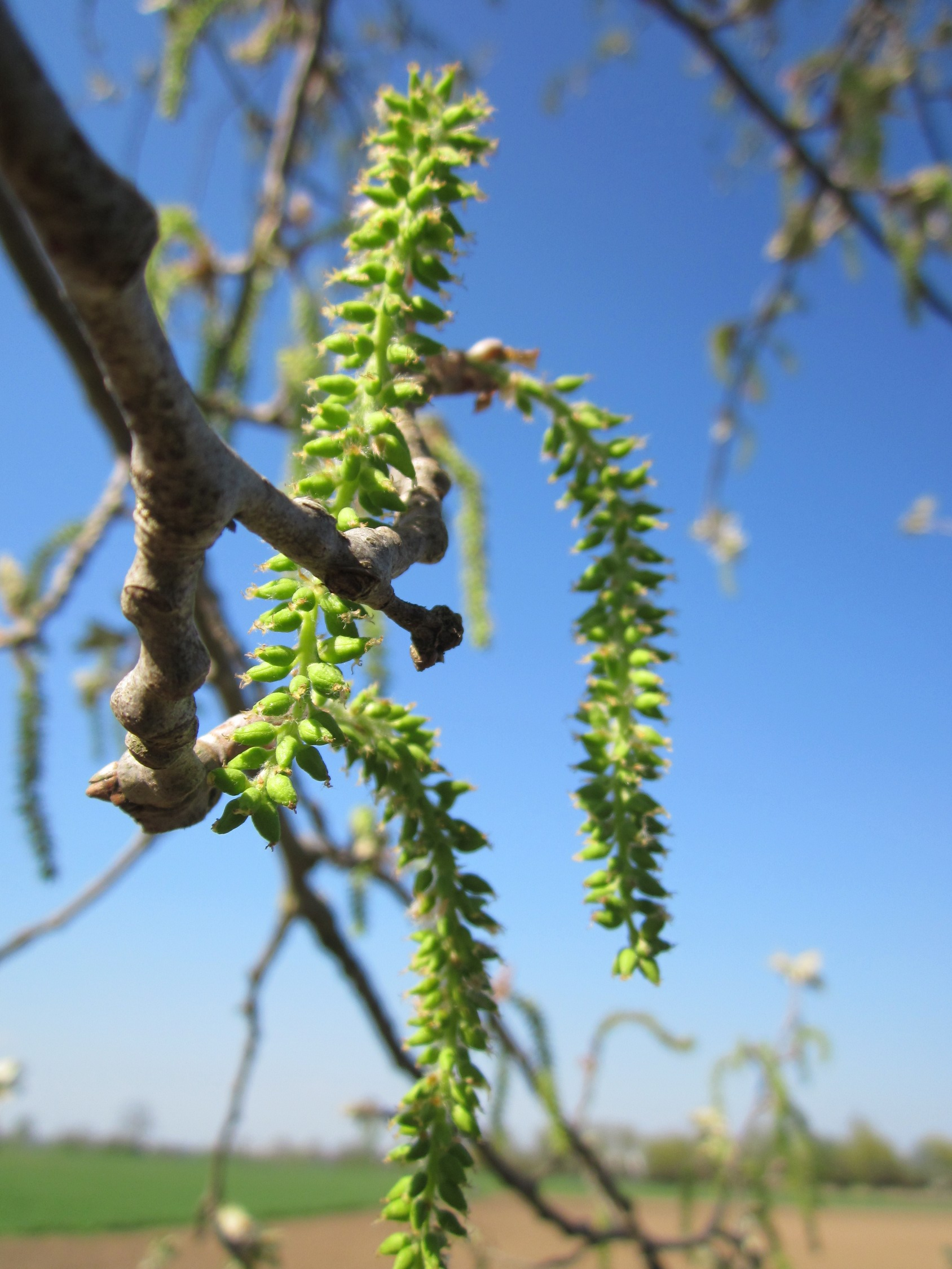
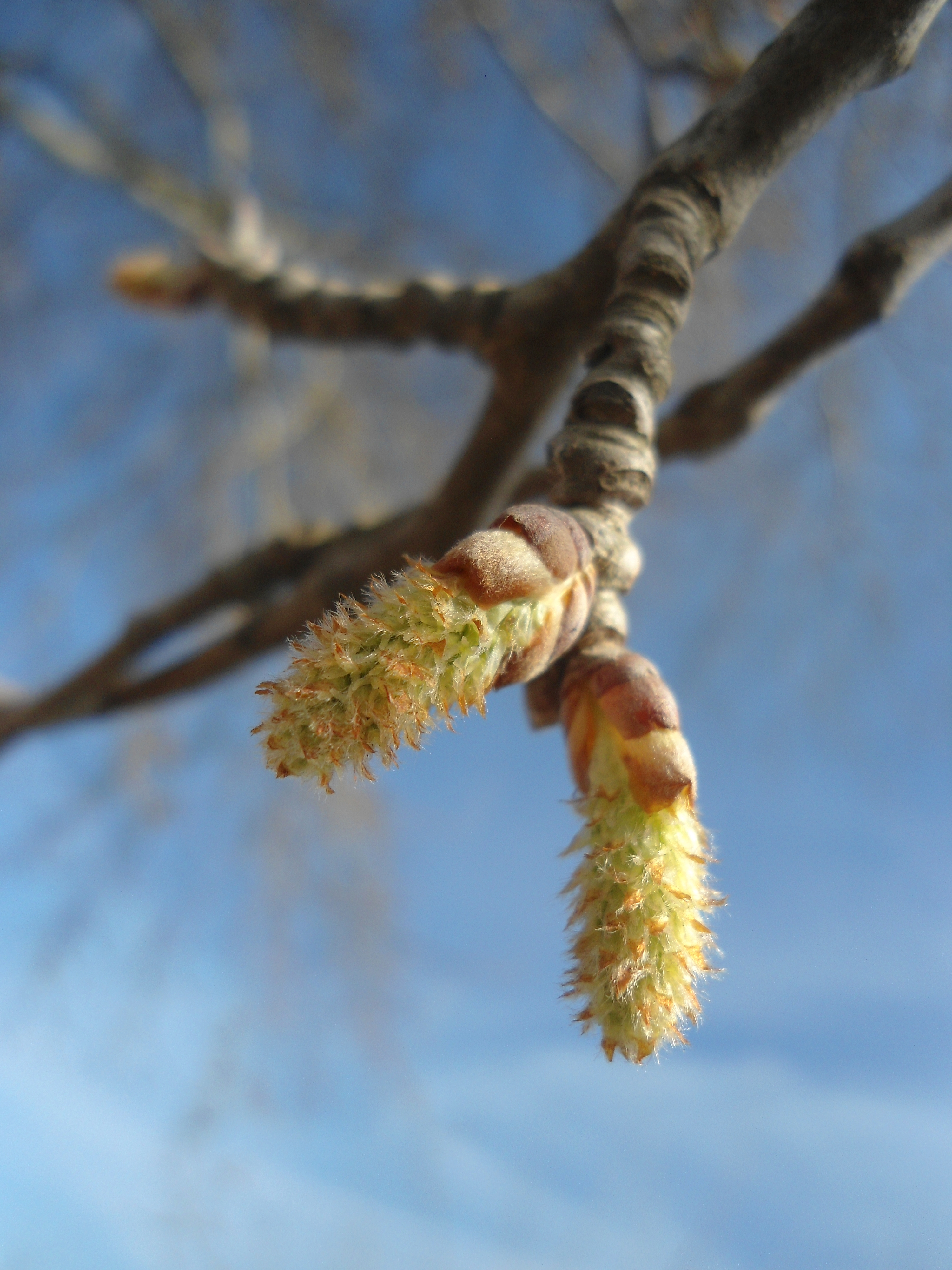

## Распространение и экология
В диком виде произрастает в Северной Африке (Алжир, Марокко, Тунис, Канарские острова), практически на всей территории Европы (за исключением Скандинавии), Малой, Средней и Восточной Азии.
В культуре выращивается в Европе (северная граница на 68° с.ш), Азии, Северной Америке.
Хорошо переносит длительное затопление, устойчив к небольшому засолению почвы. Древесина почти не повреждается сердцевидной гнилью.
Растёт в поймах рек на плодородных и достаточно увлажнённых почвах, образуя леса, рощи или одиночными деревьями.
На влажных и достаточно плодородных почвах насаждения тополя белого отличаются исключительно высокой производительностью. В возрасте 25—30 лет они дают запас древесины на 1 га до 500 м³.
Довольно хорошо размножается семенами, корневыми отпрысками и корневыми черенками.

## Химический состав
Ветви, собранные в сентябре, содержали (в проц. от абс. сух. вещ.): золы, 6,4, протеина 15,5, жира 4,8, клетчатки 26,3, безазот. экстракт. вещ 47,0.

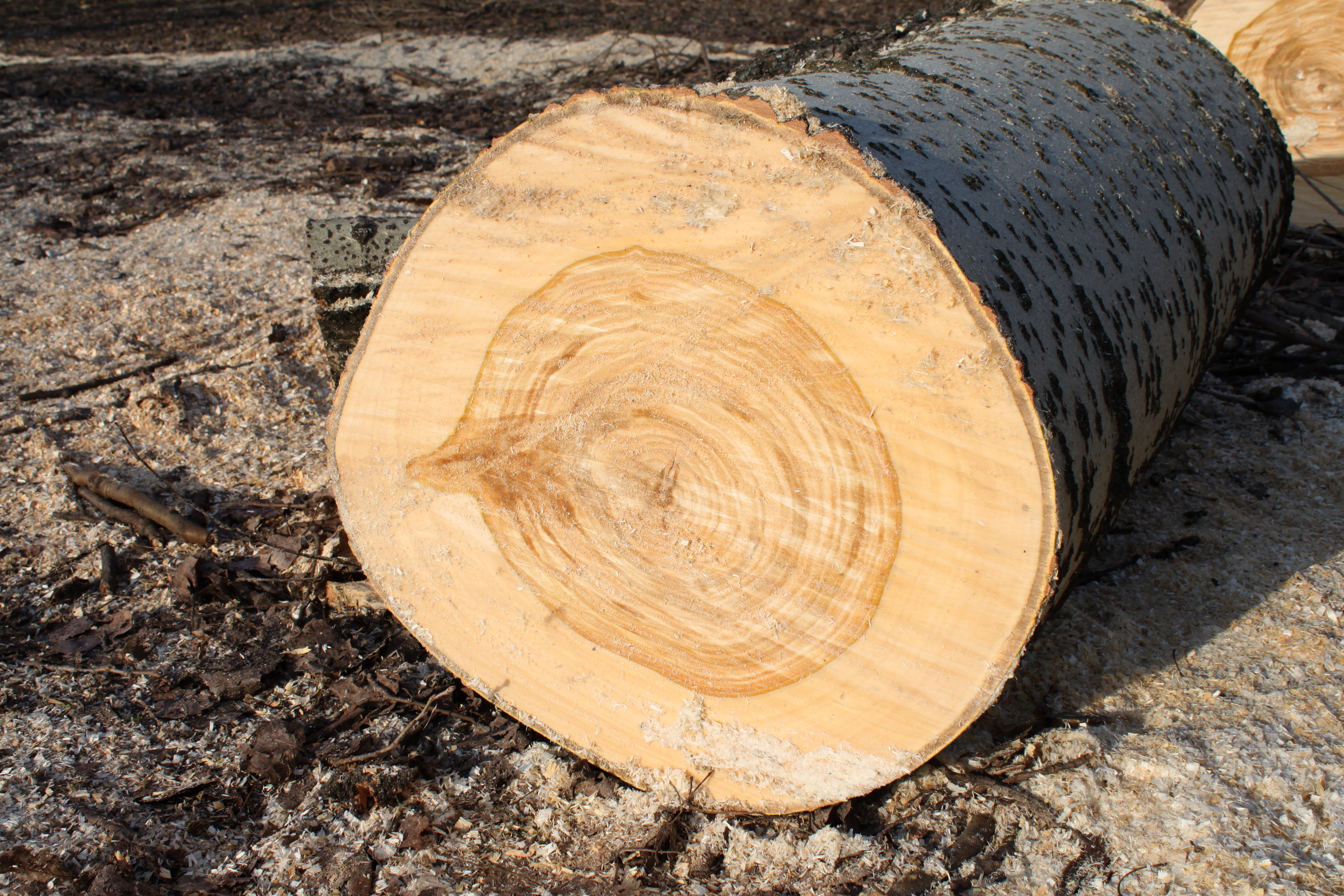
Ствол тополя белого на срезе

## Хозяйственное значение и использование
Древесина крупнослойная, лоснящаяся, с желтоватым ядром и белой заболонью, мягкая, лёгкая, по макроскопическому строению и физико-механическим свойствам близка к древесине осокоря (Populus nigra). Используется в производстве паркета, различных пиломатериалов, столярных (двери, окна) и токарных изделий.
Тополь белый наравне с осокорем должен занять первое место при создании сырьевых баз из быстрорастущих пород.
Листья поедаются весной, летом: овцами и козами отлично, крупным рогатым скотом хорошо, лошадьми удовлетворительно. Кора молодых побегов зимой, осенью и летом изредка поедается бобром.
Кора применяется в дубильной промышленности.
Культивируется во многих районах как садово-парковое растение.

## Классификация

### Таксономия
- Populus alba L., 1753, Sp. Pl. : 1034

Вид Тополь серебристый включается в род Тополь (Populus) семейства Ивовые (Salicaceae) порядка Мальпигиецветные (Malpighiales), последовательно входящего в более крупные клады Фабиды → Розиды → Суперрозиды → Эвдикоты → Цветковые растения. Таксономическая схема в соответствии с Системой APG IV по состоянию на июнь 2024 года:
|  |                          |  |                                   |                                   |                  |  | еще 35 семейств | еще 35 семейств |                        |  |                        |  | еще 100 подтвержденных видов и 240 видов, ожидающих подтверждения | еще 100 подтвержденных видов и 240 видов, ожидающих подтверждения |  |
|  |                          |  |                                   |                                   |                  |  | еще 35 семейств | еще 35 семейств |                        |  |                        |  | еще 100 подтвержденных видов и 240 видов, ожидающих подтверждения | еще 100 подтвержденных видов и 240 видов, ожидающих подтверждения |  |
|  |                          |  |                                   | порядок Горечавкоцветные          |                  |  |                 |                 | род Тополь             |  |                        |  |                                                                   |                                                                   |  |
|  |                          |  |                                   | порядок Горечавкоцветные          |                  |  |                 |                 | род Тополь             |  | 1 внутривидовой таксон |  |                                                                   |                                                                   |  |
|  | клада Цветковые растения |  |                                   |                                   | семейство Ивовые |  |                 |                 | вид Тополь серебристый |  |                        |  |                                                                   |                                                                   |  |
|  | клада Цветковые растения |  |                                   |                                   |                  |  |                 |                 |                        |  |                        |  |                                                                   |                                                                   |  |
|  |                          |  | ещё 63 порядка цветковых растений | ещё 63 порядка цветковых растений |                  |  |                 | еще 55 родов    | еще 55 родов           |  |                        |  |                                                                   |                                                                   |  |
|  |                          |  |                                   | ещё 63 порядка цветковых растений |                  |  |                 |                 | еще 55 родов           |  |                        |  |                                                                   |                                                                   |  |

### Синонимы
- Leuce alba Opiz
- Populus aegyptiaca hort. ex W.H.Baxter
- Populus alba var. alba
- Populus alba var. bolleana (Lauche) Otto
- Populus alba var. nivea Aiton
- Populus bolleana Carrière
- Populus hickeliana Dode
- Populus major Mill.
- Populus nivea Willd.
- Populus nivea Wesm.
- Populus pseudonivea Grossh.